# 歯車 (小説)
『歯車』（はぐるま）は、芥川龍之介の小説。『玄鶴山房』、『蜃気楼』、『河童』、『或阿呆の一生』と並ぶ晩年の代表作である。この時期の作品には自身の心象風景を小説にしたものが多いが、この作品もその一つと言える。執筆期間は1927年3月23日から4月7日までとされる。「話」らしい「話」はなく、芥川を自殺に追い詰めたさまざまな不気味な幻視、関連妄想が描かれている。芥川は1927年（昭和2年）服毒自殺を図るが、生前に第一章が雑誌「大調和」に発表され、残りは遺稿として発見された。遺稿中では唯一の純粋な小説である。

## あらすじ
「僕」は、知り合いの結婚披露宴に出席するため、東京のホテルに向かう。途中、レエン・コオト（レインコート）を着た幽霊の話を耳にする。その後、事あるごとに、季節はずれのレエン・コオトが現れ、「僕」は段々と不気味になってくる。披露宴後、そのままホテルに逗留して小説を執筆しだしたとき、「僕」は、義兄がレエン・コオトを着て轢死したことを知る。
ときおり「僕」の視界には半透明の歯車が回るのが見える。レエン・コオトだけでなく、復讐の神、黄色いタクシー、黒と白、もぐらもち（もぐら）、翼（飛行機）、火事、赤光など、過去の罪の残像とも、死の予告とも知れない現象が繰り返し現れていく。何者かに生命を狙われていると感じるようになった「僕」は怯え苦しみ、東京の街を逃げ回るように彷徨する。やがて東京に耐えきれなくなった「僕」はホテルを出て妻の実家へ帰るが、そこでも不吉な現象は続く。激しい頭痛をこらえて横になっていると、妻は「お父さんが死にそうな気がした」と言う。「僕」はもはやこの先を書き続けることも生きていることも苦痛となり、眠っているうちに誰かが絞め殺してくれないだろうかと望む。

## 評価
同時代の作家の複数名が芥川の最高傑作と評している。
- 佐藤春夫「彼の作中第一」[1]
- 堀辰雄「生涯の大傑作」[2]
- 広津和郎「芥川君の全作品中でも逸品だと考える」[3]
- 川端康成「すべての作品に比べて断然いい」[4]

一方で、書きすぎて雑音があるとする評（久米正雄、宇野浩二、徳田秋声）もある。

## その他
2009年度第104回の医師国家試験において、視界に見えた「歯車」の表現から、その原因（病跡学）として片頭痛を選ばせる出題があった。